# Ваља Појениј (Алба)
Ваља Појениј (рум. Valea Poienii) насеље је у Румунији у округу Алба у општини Бучум. Oпштина се налази на надморској висини од 837 m.

## Становништво
Према подацима из 2002. године у насељу је живело 54 становника, од којих су сви румунске националности.